# Tiros
Tiros là một đô thị thuộc bang Minas Gerais, Brasil. Đô thị này có diện tích 2093,16 km², dân số năm 2007 là 7627 người, mật độ 3,2 người/km².